# Lopuschnyzja
Lopuschnyzja (ukrainisch Лопушниця; russisch Лопушница/Lopuschniza, polnisch Łopusznica) ist ein Dorf im Rajon Sambir in der Oblast Lemberg im Westen der Ukraine. Der Ort liegt 34 Kilometer westlich der Rajonshauptstadt Sambir und 99 Kilometer südwestlich der Oblasthauptstadt Lwiw am Bach Katynka (Катинка). Die Grenze zu Polen verläuft unmittelbar westlich des Ortes.
Das Dorf gehörte zusammen mit Katyna zur Landratsgemeinde Starjawa im Rajon Staryj Sambir.
Am 12. Juni 2020 wurde die Landratsgemeinde aufgelöst und der Stadtgemeinde Chyriw unterstellt, gleichzeitig wurde das Dorf ein Teil des Rajons Sambir.
Der Ort bestand schon während der Zugehörigkeit zur Adelsrepublik Polen-Litauen als Teil der Woiwodschaft Ruthenien (unter dem Namen Lopusnica), von 1772 bis 1918 kam er zum österreichischen Kronland Galizien, hier war er der Bezirkshauptmannschaft Dobromil unterstellt.
Nach dem Ende des Ersten Weltkrieges kam der Ort zu Polen und lag hier ab 1921 offiziell in der Woiwodschaft Lwów, Powiat Dobromil, Gmina Starzawa. Im Zweiten Weltkrieg wurde Lopuschnyzja von September 1939 bis Juni 1941 von der Sowjetunion in die Ukrainische SSR eingegliedert und dann bis 1944 von Deutschland (eingegliedert in den Distrikt Galizien) besetzt.
Nach dem Ende des Krieges wurde der Ort wieder der Ukrainischen SSR in der Sowjetunion zugeschlagen und ist seit 1991 Teil der unabhängigen Ukraine.
Bis 1950 befand sich westlich des Dorfes in unmittelbarer Grenznähe das Dorf Lopuschanka (Лопушанка, polnisch Łopuszanka), dessen Bewohner in die Ostukraine abgesiedelt wurden.